# Gare de la rue des Palais
Pour les articles homonymes, voir Rue des Palais.
La gare de la rue des Palais est une ancienne gare bruxelloise située à Schaerbeek sur les lignes 161 (Bruxelles - Namur), 36 (Bruxelles - Liège) et 25 (Bruxelles - Anvers)[réf. nécessaire].
Elle a ouvert en 1869 et a fermé définitivement, le 21 mars 1904. Elle était située à l'intersection de la rue des Palais et du chemin de fer.

## Situation ferroviaire
| Gare précédente |                | Gare suivante                      |
| --------------- | -------------- | ---------------------------------- |
| Bruxelles-Nord  | Rue des Palais | Schaerbeek Rue Royale Sainte-Marie |

## Histoire
En 1859, fut érigé « un pavillon à la traverse de la rue des Palais, à Schaerbeek ». Il s'agissait probablement d'une simple maison de garde-barrière.
L'ouverture d'une halte dénommée « Bruxelles (Rue des Palais) » a lieu le 15 avril 1869. Il s'agit d'une simple halte dépendant de la gare de la rue Rogier ou de la gare de Josaphat, sur le chemin de fer de ceinture (actuelle ligne 161 entre Bruxelles-Nord et Bruxelles-Luxembourg). Cette gare est également utilisable par les trains de la ligne de Bruxelles à Louvain et Liège ; en 1887 démarre l'organisation de trains légers, à arrêts fréquents, qui desservent la gare de la rue des Palais. Cette gare n'a jamais été ouverte au service des marchandises et des colis.
La halte de la rue des Palais est définitivement fermée le 21 mars 1904 ; en raison de sa proximité avec la gare de Bruxelles-Nord et des importants travaux de réaménagement entre Bruxelles-Nord et Schaerbeek.
L'emplacement de la halte de la rue des Palais a été complètement remanié (multiplication des voies, suppression du passage à niveau au profit d'un pont puis d'un ouvrage inférieur lors de la surélévation des voies). Aucun vestige de cette gare ne subsiste.